# A Duquesa
The Duchess (bra/prt: A Duquesa) é um filme britano-estadunidense de 2008, do gênero drama histórico-biográfico, dirigido por Saul Dibb, com roteiro de Anders Thomas Jensen, Jeffrey Hatcher e do próprio diretor baseado no livro Georgiana, Duchess of Devonshire, da historiadora Amanda Foreman, por sua vez inspirado na vida da aristocrata inglesa do século XVIII Georgiana Cavendish, Duquesa de Devonshire.

## Elenco
- Keira Knightley… Georgiana Spencer, depois Georgiana Cavendish, Duquesa de Devonshire
- Ralph Fiennes… William Cavendish, 5.º Duque de Devonshire
- Hayley Atwell… Elizabeth "Bess" Foster, depois Elizabeth Cavendish, , Duquesa de Devonshire
- Charlotte Rampling… Margaret Georgiana Spencer, Condessa Spencer (mãe de Georgiana)
- Dominic Cooper… Charles Grey, 2.º Conde Grey
- Aidan McArdle… Richard Brinsley Sheridan
- Simon McBurney… Charles James Fox
- Alistair Petrie… Heaton

## Recepção
O Metacritic, que usa uma média ponderada, atribuiu ao filme uma pontuação de 62 em 100, baseado em 34 críticos, indicando críticas "geralmente favoráveis".

## Prêmios e indicações
| Prêmio                     | Categoria                 | Recipiente       | Resultado |
| -------------------------- | ------------------------- | ---------------- | --------- |
| Prêmios Globo de Ouro 2009 | Melhor ator coadjuvante   | Ralph Fiennes    | Indicado  |
| Oscar 2009                 | Melhor figurino           | Michael O'Connor | Venceu    |
| Oscar 2009                 | Melhor design de produção | Michael Carlin   | Indicado  |